# Rudgea monofructus
Rudgea monofructus är en måreväxtart som beskrevs av Gómez-laur. och John Duncan Dwyer. Rudgea monofructus ingår i släktet Rudgea och familjen måreväxter.
Artens utbredningsområde är Costa Rica. Inga underarter finns listade i Catalogue of Life.